# Lijst van weg- en veldkapellen in Beekdaelen
Dit is een onvolledige lijst van veldkapellen in de gemeente Beekdaelen. Kapelletjes komen vooral in het zuiden van Nederland voor en werden dikwijls gebouwd ter verering van een heilige.
| Kapel                                            | Adres                                    | Plaats                   | Bouwperiode | Architect      | Foto                                              |
| ------------------------------------------------ | ---------------------------------------- | ------------------------ | ----------- | -------------- | ------------------------------------------------- |
| Mariakapel                                       | Nieuwenhuysstraat                        | Aalbeek                  | 1935        |                | Mariakapel Aalbeek                                |
| Onze-Lieve-Vrouw-van-het-Heilig-Hartkapel        | Nieuwenhuysstraat                        | Aalbeek                  | 1952        |                | Onze-Lieve-Vrouw-van-het-Heilig-Hartkapel Aalbeek |
| Mariakapel                                       | Ravensboschstraat                        | Arensgenhout             | 1890        |                | Mariakapel Arensgenhout                           |
| Verrezen-Christuskapel                           | Kluisstraat                              | Doenrade                 | 1926        | Guido Ancion   |                                                   |
| Kruiskapel                                       | Bekweg-Kerkstraat                        | Doenrade                 |             |                |                                                   |
| Onze-Lieve-Vrouw-van-Banneuxkapel                | Haagstraat                               | Douvergenhout            | 1962        | Smeets         | Onze-Lieve-Vrouw-van-Banneuxkapel Douvergenhout   |
| Mariakapel                                       | Bakhuisweg-Houwnasweg                    | Grijzegrubben            | 1945        |                | Mariakapel Grijzegrubben                          |
| Sint-Hubertuskapel                               | Groot Haasdal 35                         | Groot Haasdal            | 1931        |                | Sint-Hubertuskapel Groot Haasdal                  |
| Onze-Lieve-Vrouw-Sterre-der-Zeekapel             | Hellebroek                               | Hellebroek               | 1961        |                | Mariakapel Hellebroek                             |
| Mariakapel                                       | Putweg-Kleingenhoutersteeg               | Kleingenhout             | 1954        | Jos A.P. Kemps | Mariakapel Kleingenhout                           |
| Sint-Rochuskapel                                 | Klein Haasdal 3                          | Klein Haasdal            | 1934        |                | Sint-Rochuskapel Klein Haasdal                    |
| Mariakapel                                       | Klein Haasdal                            | Klein Haasdal            |             |                |                                                   |
| Mariakapel                                       | Bekerbaan 59                             | Kruis (Schimmert)        | 1937        | Jos Ritzen     | Mariakapel Kruis                                  |
| Mariakapel                                       | Nagelbeek                                | Nagelbeek                | 1957        |                | Mariakapel Nagelbeek                              |
| Mariakapel (niskapel)                            | Nutherweg, voorheen Reijmersbekerweg     | Nagelbeek, voorheen Nuth |             |                | Mariakapel Reijmersbeek                           |
| Mariakapel                                       | Bavostraat 19                            | Nuth                     |             |                |                                                   |
| Mariakapel (Fatimagrot)                          | Boompjesweg                              | Oirsbeek                 | 1946        | Frits Peutz    | Fatimagrot Oirsbeek                               |
| Christoffelkapelke                               | Kempkensweg bij 8                        | Puth                     | 2013        |                |                                                   |
| Mariakapel                                       | Bernhardstraat-Einderstraat              | Puth                     | 1990        |                |                                                   |
| Onze-Lieve-Vrouw-van-Lourdeskapel                | Pastoor Albertsstraat-Sittarderweg       | Puth                     | 1977        | R. Meekels     |                                                   |
| Mariakapel                                       | Op de Bies (Molshaag)                    | Op de Bies (Schimmert)   | 1933        |                | Mariakapel Op de Bies (Schimmert)                 |
| Kruiskapel                                       | Altaarstraat                             | Schinnen                 | 1954        |                |                                                   |
| Maria, Koningin van de Vredekapel                | Achter de Kerk (Krekelsberg)             | Schinnen                 | 1939        | H.A.A. Tummers | Mariakapel Krekelberg Schinnen                    |
| Onze-Lieve-Vrouw-van-Banneuxkapel                | Veeweg-Zandberg-Heisterbrug              | Schinnen-Heisterbrug     | 1958-59     | H. Bost        | Onze-Lieve-Vrouw-van-Banneuxkapel (Heisterbrug)   |
| Mariakapel                                       | In de Winkel-Aan 't Kapelke              | Schinveld                | 1995        |                |                                                   |
| Mariakapel                                       | 1e Koeweg-2e Koeweg (Schinveldse Bossen) | Schinveld                | 1954-56     |                |                                                   |
| Sint-Isidoruskapel                               | Landweg-Weg achter Swier                 | Swier                    | 2000        | Egbert Extra   |                                                   |
| Onze-Lieve-Vrouw-Sterre-der-Zeekapel             | Vaesrade                                 | Vaesrade                 | 1953        |                |                                                   |
| Onze-Lieve-Vrouw-van-Altijddurende-Bijstandkapel | Groeneweg-Vink                           | Vink                     |             |                | Mariakapel Vink                                   |
| Lourdesgrot Wijnandsrade                         | Opfergeltstraat                          | Wijnandsrade             | 1874        |                | Lourdesgrot Wijnandsrade                          |
| Mariakapel                                       | Wissengrachtweg                          | Wissengracht             | 1937        |                | Mariakapel Wissengracht (Hulsberg)                |
| Sint-Stefanuskapel (niskapel)                    | Wijnandsraderweg/Lieverkenszandweg       | Wijnandsrade             |             |                |                                                   |